# 10me Escadrille de Chasse
A 10me Escadrille de Chasse (röviden 10me) egy első világháborús belga repülő század volt. Az egység az 5me átnevezésével jött létre 1918. elején.

## Megalakulása és a háború
Az egység akkor jött létre, mikor a 5me Escadrille de Chasse átnevezték 10-me névre és addigi nevén feloszlatták, az új egység szimbóluma üstökös lett. Parancsnoka az 5me előző parancsnoka, Jules Dony kapitány volt, aki az egység 1918. márciusi megalapításától október 1-jéig irányította, mikor is egy légicsatában lelőtték a gépét és repülőhalált halt. A következő parancsnok Ede Woelmont, aki 1 és 5. között volt a század parancsnoka. Őt követte L. Robin parancsnok, aki a háború végéig, november 11-éig volt a parancsnok. Az egység bázisa márciustól októberig Les Moeresben volt, majd átköltözött Moerkébe. Az egyik pilóta érte el az egység első győzelmét június 12-én egy ellenséges gép ellen. Evvel együtt a század a háború végére 11 igazolt és 22 igazolatlan légi győzelmet ért el. A háború végére azonban három pilóta 8köztük az első parancsnok) halt meg, egy pilóta súlyosan megsebesült és kettő túlélte a földet érést, őket azonban a német hatóságok fogták el. Az egységben elődjével ellentétben nem szolgált ász pilóta. A 10me a háború végével feloszlott.